# 萧九哥
蕭九哥（?—?），辽国官员。契丹审密人。辽道宗时北府宰相。
蕭九哥曾任南院宣徽使。清宁九年（1063年）十一月辛丑，辽道宗任命萧九哥为北府宰相。取代姚景行担任北府宰相。咸雍二年（1066年）七月初一日，萧朮哲取代了萧九哥，为北府宰相。